# Meliscaeva mathisi
Meliscaeva mathisi är en tvåvingeart som beskrevs av Ghorpade 1994. Meliscaeva mathisi ingår i släktet flickblomflugor, och familjen blomflugor. Inga underarter finns listade i Catalogue of Life.